# Nergizev Hanım
Nergizev Hanımefendi (en turco otomano: نرکزو خانم‎ ; " narciso " o "letargo";  1830 - 26 de octubre de 1848), también conocida como Nergizu o Nergis Hanım fue la duodécima esposa del sultán Abdülmecit I del Imperio Otomano y madre de Şehzade Mehmed Fuad.

## Nombre
El autor de memorias turco Harun Achba en su libro "Las esposas de los sultanes: 1839-1924" da la única versión del nombre "Nergizu" ( tur. Nergizu ). Los historiadores turcos Chagatay Uluchay en su obra “Las esposas e hijas de los sultanes” y Necdet Sakaoglu en el libro “Los sultanes de esta propiedad” la llaman “Nergizev” (tur. Nergizev), señalando que en los documentos hay opciones “Nergis” ( tur. Nergis ) y "Nergizu" ( tour. Nergizu ). El historiador Anthony Alderson en su obra "La estructura de la dinastía otomana" y el historiador otomano Sürey Mehmed Bey en el "Registro de los otomanos" lo llaman "Nergis" (tur . Nergis).

## Primeros Años
Según el escritor de memorias turco Harun Achba, Nergizev pertenecía a la familia Natukhai. Nació en 1830 en Anapa. Su padre era Albora Bey y su madre era Daduse Hanim. Tenía dos hermanos, Ibrahim Bey y Hussein Bey, y dos hermanas, Mihrinur Hanim y Münever Hanim.

## Vida en el Harén
Poco se sabe sobre la vida de Nergizev. Según Achba, hubo rumores de que cuando era niño, Nergizev fue secuestrado y trasladado al palacio. Se casó con Abdülmecit en 1847, se convirtió en la esposa de Abdülmecit I con el título de cuarto Ikbal. Poco después de la boda, Nergizev trasladó a sus parientes a la capital: llevó a sus hermanas al palacio y sus hermanos, por orden del sultán, recibieron los puestos de kaymakams. El 7 de julio de 1848, un año después de la boda, dio a luz a su único hijo, el Şehzade Mehmed Fuad, en el Antiguo Palacio de Çırağan. El príncipe murió a la edad de dos meses el 28 de septiembre de 1848.

## Muerte
Murió un mes después de la muerte de su hijo. La propia Nergizev supuestamente sufría de tuberculosis y murió a causa de ella en el Palacio de Dolmabahce. Los datos difieren sobre cuándo sucedió esto: Alderson y Sureya escriben alrededor de 1848 , mientras que Uluchay, alrededor del 26 de octubre de 1848, y Achba, alrededor del 26 de octubre de 1858; Sakaoglu cita una entrada de los archivos del Museo del Palacio de Topkapi : “El día veintiocho del mes de Dhu-l-Qada en el año sesenta y cuatro de octubre de 1848, murió el cuarto Ikbal Nergizev Hanim”. Según Harun Achba, Nergizev fue enterrado en la Mezquita Nueva en el mausoleo de Refii Sultan , mientras que Chagatay Uluchay, Necdet Sakaoglu y Mehmed Sureya Bey informan del entierro de Nergizev en la Mezquita Nueva sin especificar un mausoleo específico.